# Lioptilodes neuquenicus
Lioptilodes neuquenicus là một loài bướm đêm thuộc chi Lioptilodes, có ở Argentina, Chile, và Peru. Loài bướm này bay vào tháng 10, tháng 11 và tháng 1, và có sải cánh khoảng 14-16 milimét.